# Bryobium queenslandicum
Bryobium queenslandicum är en orkidéart som först beskrevs av Trevor Edgar Hunt, och fick sitt nu gällande namn av Mark Alwin Clements och David Lloyd Jones. Bryobium queenslandicum ingår i släktet Bryobium och familjen orkidéer. Inga underarter finns listade i Catalogue of Life.